# Dietmar Trillus
Dietmar Trillus (né le 21 mai 1958) est un archer canadien. Il est plusieurs fois médaillés aux championnats du monde de tir à l'arc.

## Biographie
Dietmar Trillus commence le tir à l'arc en 2000. Son premier podium mondial est en 2007, alors qu'il remporte l'or à l'épreuve individuelle masculine de l'arc à poulie.

## Palmarès
- Championnats du monde[1]
  -  Médaille d'or à l'épreuve individuelle homme aux championnats du monde 2007 à Leipzig.
  -  Médaille de bronze à l'épreuve par équipe homme aux championnats du monde 2011 à Turin (avec Simon Rousseau et Christopher Perkins).
  -  Médaille d'argent à l'épreuve par équipe homme aux championnats du monde 2015 à Copenhague (avec Kevin Tataryn et Christopher Perkins).

- Coupe du monde[1]
  -  Médaille de bronze à l'épreuve individuelle homme à la coupe du monde 2008 à Porec.
  -  Médaille de bronze à l'épreuve par équipe homme à la coupe du monde 2008 à Boé.
  -  Coupe du monde à l'épreuve individuelle homme à la coupe du monde 2008 de Lausanne.
  -  Médaille d'argent à l'épreuve par équipe homme à la coupe du monde 2009 à Saint-Domingue.
  -  Médaille de bronze à l'épreuve par équipe homme à la coupe du monde 2009 à Antalya.
  -  Médaille d'or à l'épreuve par équipe mixte à la coupe du monde 2010 à Porec.
  -  Médaille d'argent à l'épreuve par équipe homme à la coupe du monde 2010 à Ogden.
  -  Médaille de bronze à l'épreuve individuelle homme à la coupe du monde 2011 à Antalya.
  -  Médaille d'argent à l'épreuve par équipe homme à la coupe du monde 2011 à Ogden.
  -  Médaille d'argent à l'épreuve individuelle homme à la coupe du monde 2011 à Shanghai.
  -  Médaille de bronze à l'épreuve par équipe mixte à la coupe du monde 2013 à Antalya.
  -  Médaille de bronze à l'épreuve individuelle homme à la coupe du monde 2013 à Medellín.